# 이리야의 하늘, UFO의 여름
《이리야의 하늘, UFO의 여름》(イリヤの空、UFOの夏)은 아키야마 미즈히토의 작품으로 이야기는 전형적인 “Boy Meet Girl(소녀, 소년을 만나다)”식의 내용을 내세우고 있지만, 전체적으로는 학원 SF 미스테리물이다. 원작인 소설은 전 4권으로 완결을 맺었고, 애니메이션(OVA)는 전 6화로 완결되었다. 또한 라디오 드라마나 게임으로서도 방송/발매되어 있다. 세카이계의 대표작으로 손꼽히는 작품이다.

## 줄거리
인원 부족으로 정식 동아리로 인정 받지 못하는 게릴라 동아리 소노하라 전파신문부의 “아사바 나오유키”는 부장인 “스이센지 쿠니히로”와 함께 여름방학의 전부를 쏟아부어 UFO 촬영을 위해 소문이 끊이지 않는 소노하라 항공자위대 기지를 감시하였다. 하지만, 아무런 사진도 건지지 못하고 허탈하게 내려온 방학의 마지막 날, 아사바는 추억이라도 만들고자 몰래 학교 수영장에 뛰어들기로 마음 먹는다.
하지만, 거기에는 먼저 방문한 기묘한 분위기의 소녀 “이리야”가 있었다. 어색했지만, 이리야는 점차 마음을 열게 되면서 아사바의 도움으로 헤엄칠수 있게 되지만, 그것도 잠시 에노모토라 칭하는 청년에 의해 둘은 헤어지게 된다. 다음 날, 개학을 맞이한 아사바의 반에 이리야가 전학을 왔다. 사소한 일로 반에서 고립되게 되고, 잦은 조퇴와 결석과 기묘하고 이해하게 힘든 행동을 하는 이리야에게 아사바는 의구심을 품는다.

## 등장인물
※ 성우는 OVA의 성우
아사바 나오유키(浅羽 直之)
성우 - 나미카와 다이스케
소노하라 중학교 2학년 4반 1번이며 소노하라 전파신문부원. 유우부단하고 주변 상황에 잘 흘려가는 성격으로 부장인 스이센지에게 항상 휘둘리는 나날을 보내고 있다. 소노하라 기지를 관찰했던 여름방학의 마지막 날, 이리야와 만난 것을 계기로 비일상에 접어들기 시작한다. 집이 이발소인 관계로 항상 이발도구를 가지고 다니며, 운동부원들에게 이발을 해주기도 한다.
이리야 카나(伊里野 加奈)
성우 - 노나카 아이
여름방학 마지막 날, 아사바가 학교 수영장에서 만난 양 팔목에 금속구가 박혀있는 신비한 소녀로, 개학 후 아사바의 반에 전학오지만 "저리 가" 사건으로 인해 고립되고 말았다. 전학오기 전에는 항공자위대 소속의 오빠와 타 기지에 있었다고 한다. 그 외 코피를 자주 흘리거나 의식을 잃기도 하고, 커다란 스포츠백에 많은 약과 권총을 넣어 다니는 등, 여러 가지 수수께끼를 안고 있다.
스도우 아키호(須藤 晶穂)
성우 - 치바 사에코
아사바의 반친구이자 소노하라 중학교 2학년 4반 14번이자 소노하라 전파신문부 소속. 꼼꼼한 성격으로 매번 계절마다 갖가지의 이유로 폭주하는 스이센지와 그에게 휘둘리는 아사바에게 핀잔 주는 나날을 보내고 있다. 또한 스이센지와는 부활동에서 지향하는 바가 달라서 대립 중이다. 마음속으로 좋아하는 아사바가 이리야를 친하게 대하자, 그녀를 적대시하고 있다.
스이센지 쿠니히로(水前寺 邦博)
성우 - 카미야 히로시
소노하라 전파신문부의 부장을 맡고 있는 소노하라 중학교 3학년 2반 12번. 장래희망에 당당히 CIA를 적을 정도로 별난 인물이다. 전자기기의 취급에 재주가 있다. 무언가의 진실을 파헤치는 일에 흥미를 두고 있으며, 그 흥미거리는 매번 바뀐다. 현재(소설의 배경이 되고있는 여름)의 흥미거리는 UFO이며, 그 전의 봄에는 심령 현상이었으며, 그 전의 겨울에는 초능력(ESP)였다고 한다. 집안이 넓은 땅을 가진 대지주이다.
시이나 마유미(椎名 真由美)
성우 - 쿠와시마 호우코
새로이 부임해온 양호교사로 경박한 말투를 쓰지만, 부드러운 용모와 사람접대가 좋아 학생들로부터 인기가 높다.
에노모토(榎本)
성우 - 이노우에 카즈히코
이리야의 오빠라고 자칭한 청년. 이리야와 마찬가지로 비밀스러운 면이 많다.
아사바 유우코(浅羽 夕子)
성우 - 타카노 나오코
아사바 나오유키의 여동생. 소노하라 중학교 1학년 1반 1번. 소림 권법을 할 수 있다.
니시쿠보 마사노리(西久保 正則)
성우 - 후지모토 타카히로
아사바 나오유키의 반 친구. 매일 귀가길에 목욕탕에 들른다.
하나무라 유지(花村 祐二)
성우 - 타나카 히로후미
아사바 나오유키의 반 친구. 언제나 아사바, 니시쿠보와 함께 다닌다. 전학이 잦다.
시마무라 키요미(島村 清美)
성우 - 타테노 카노코
아키호의 친구. 쥬베이(애완견)의 죽음으로 침울해져 있었지만 아키호의 도움으로 회복하였다.
에리카 프라우드푸트(エリカ・プラウドフット)
성우 - 이마이 치히로
블랙 만타의 파일럿 중 한명. 1년 전 여름 초계 임무 중에 사망했다. 그 후 이리야의 환상으로서 나타난다.

## 출판 정보
본 작품은 미디어웍스(Media Works)의 전격 문고(電撃文庫)에서 출간된 작품이다. 대한민국에서는 대원씨아이의 NT 노벨 브랜드를 통해 출간되었으며, 이후 소장을 위한 묶음판이 발매되기도 하였다.
- 지음: 아키야마 미즈히토
- 그림: 고마쓰 에지
- 옮김: 김희정(1권),서범주(2~4권)

- 이리야의 하늘, UFO의 여름 - 2002년 11월 15일 (ISBN 8952853245)
- 이리야의 하늘, UFO의 여름 - 2003년 4월 15일 (ISBN 8952859456)
- 이리야의 하늘, UFO의 여름 - 2003년 7월 15일 (ISBN 895286302X)
- 이리야의 하늘, UFO의 여름 - 2004년 5월 15일 (ISBN 8952877500)

## OVA
소설의 내용 전체를 정리하여 6개를 뽑아 OVA화하였다. 제작사는 도에이 애니메이션

### 부제목
1. 第三種接近遭遇 - 제3종 접근 조우
2. ラブレター - 러브레터
3. 十八時四十七分三十二秒 - 18시 47분 32초
4. 水前寺、応答せよ - 스이센지, 응답하라
5. 最後の道 - 최후의 길
6. イリヤの空、UFOの夏 - 이리야의 하늘, UFO의 여름

### 주제가
- 여는곡 〈Forever Blue〉 by 이마이 치히로(今井 ちひろ)
- 닫는곡 〈해바라기(ひまわり)〉 by 이마이 치히로

## 같이 보기
- NT 노벨
- 고양이의 지구의